# Gnaphale des bois
Gnaphalium sylvaticum
Espèce
Synonymes
- Omalotheca sylvatica

Le Gnaphale des bois (Gnaphalium sylvaticum) est une espèce de plantes à fleurs de la famille des Asteraceae.

## Répartition
On trouve l'espèce en Europe, en Asie et en Amérique du Nord.

## Statut de protection
En France, l'espèce figure sur le liste rouge des plantes du Nord-Pas-de-Calais.